# Hostinger
Hostinger 是一家網頁主機公司。該公司成立於 2004 年，總部位於立陶宛，擁有約 900 名員工。 

## 歷史
Hostinger 成立於 2004 年，當時名為 Hosting Media。
2007 年，Hosting Media 成立 000webhost，在付費主機服務中加入了免費網站主機服務。
2008年，該公司在美國推出了Hosting24，一個基於cPanel的網站寄存品牌。資料中心位於北卡羅來納州阿什維爾和英國。
2011 年，Arnas Stuopelis 加入公司擔任執行長。同年，Hosting Media 更名為 Hostinger。
2013年，Hostinger在印尼成立了子公司Niagahoster。成為首批提供 4 級資料中心的主機提供者之一。
2014年，該公司成立了巴西子公司Weblink。
2019 年，Hostinger 推出了無程式碼（No code）、拖放式網站建置平臺。該建置平臺以 Zyro 名義作為子公司推出，由 Hostinger 的託管基礎設施支持，面向中小型企業。
2023 年，Hostinger 推出了 AI 網站建置平臺，這是一個使用人工智慧從頭開始產生自訂網站的平臺。 AI 網站建置平臺會自動編寫獨特的內容，選擇免版稅圖庫，並選擇最適合描述的調色板和字體。
2023 年，Daugirdas Jankus 成為 Hostinger 執行長。 Arnas Stuopelis 繼續擔任董事會主席。
2024 年，由 Hostinger 支援的免費網站寄存品牌 000webhost 結束營運。

## 收購
2019 年，該公司與 LiteSpeed Web Server (LSWS) 合作。還於 2020 年與Google雲端平台合作。
2021年，私募股權公司ConHostinger收購了Hostinger約31%的控股權，目的是促進公司的成長。同年，Hostinger共同創立了立陶宛獨角獸協會Unicorns Lithuania， 並擴大了其支付處理能力。與Credorax合作提供智慧收單服務並促進跨國支付。2022 年，Hostinger 開始透過 CoinGate 接受加密貨幣付款。

## 服務
Hostinger的網站寄存服務分為五類：共享託管、雲端託管、VPS託管、託管WordPress託管和電子郵件託管。 LiteSpeed 伺服器和 Linux 作業系統支援共享、雲端和託管 WordPress 託管服務。
Hostinger 提供了一個名為 hPanel 的內部控制面板，供用戶管理其託管。
Hostinger 提供其他服務，例如透過 Titan Email、Google Workspace 或其自己的內部解決方案進行電子郵件託管、網域名稱註冊和轉移以及網站建立器。
Hostinger 在八個國家擁有十個資料中心：巴西、印尼、印度、立陶宛、荷蘭、新加坡、英國和美國。

## 獎項
自 2019 年以來，《金融時報》每年都將 Hostinger 列為歐洲成長最快的公司之一。也於 2020 年被 Bitcatcha 評為成長最快的託管提供者之一，並於 2021 年再次被 Cyber News 評為成長最快的主機提供者之一。
2021年，Hostinger被雅虎主機市場報告列為主機代管市場的主要參與者之一。

## 慈善事業
Hostinger 贊助立陶宛拯救兒童組織，該組織於 2020 年開始向慈善組織 Mokykla Namuose 捐贈電腦和其他家庭教育工具。
2021 年，Hostinger 贊助了 Technorama 2021 競賽中最具創新想法獎並在印尼松巴島重建了一所學校。  

## 批評
2015 年，一名安全研究人員發現了 1,300 萬個屬於 000Webhost 用戶的洩漏的明文密碼。 000Webhost 在 Facebook 貼文中引用了舊版 PHP 中的漏洞，也解決了這個漏洞。
2023 年，網路犯罪資訊中心報告稱，根據網路釣魚攻擊分數衡量，Hostinger 進入了前 5 名網路釣魚主機。網路釣魚攻擊分數考慮了相對於託管網路規模的網路釣魚攻擊的原始數量。 安全公司 Netcraft 在 2015 年報告稱，他們阻止的 90% 的 Steam 網路釣魚網站都是由 Hostinger 託管的。 Netcraft 報告稱，他們在一個月內攔截了 1,400 個 Steam 網路釣魚 URL，其中包括 331 個不同的網站，全部由 Hostinger 託管。 2022 年，Cyware Social 報告稱，犯罪分子透過網路釣魚網站利用了 Hostinger 的網站預覽功能。作者認為，一旦使用 Hostinger 建立帳戶，預覽 URL 的活動時間最多為 120 小時，導致釣魚網站激增。 在部落格 Review Signal 上，作者指責 Hostinger 透過公司員工的評論來操縱評論評級。